# Kdeadmin
kdeadmin je balíček nástrojů pro správu systému z projektu KDE.

## Seznam softwaru
- KControl – ovládací centrum prostředí KDE
- kcmlinuz – modul pro KControl ke konfiguraci linuxového jádra
- KCron – editor souborů Crontab pro cron (plánovač úloh)
- KDat – páskový archivátor (formát tar)
- KPackage – správce balíčků
- KSysV – editor SysV init skriptů
- KUser – správa uživatelských učtů
- lilo-config – modul pro KControl ke konfiguraci zavaděče LILO